# Tennessee (filme)
Tennessee é um filme americano de 2009, de gênero Drama, Dirigido por Lee Daniels ovacionado  Festival de Cinema de Tribeca em 2008. O elenco principal é composto pela cantora estadunidense Mariah Carey, Ethan Peck e Adam Rotheberg . O enredo do filme gira em torno  de dois irmãos, Ellis (Ethan Peck) e Carter (Adam Rothenberg), que embarcam em uma aventura a partir do Novo México para encontrarem seu pai com a esperança de salvar Ellis, diagnosticado com leucemia. Durante o caminho no Texas eles conhecem Krystal (Mariah Carey), uma cantora iniciante que foge de seu marido abusivo, Frank (Lance Reddick). Após a fuga, Krystal começa a acompanhar os irmãos em sua jornada.

## Sinopse
Durante a primavera de 1993, o jovem Carter, junto com sua namorada Laurel, descobrem que a mãe de Carter, mais uma vez foi agredida por seu pai. Ele decide deixar o Tennessee junto com sua mãe e seu irmão mais novo, Ellis. Em 2007, Carter já adulto, descobre que seu irmão Ellis possui leucemia aguda. Ellis então diz a Carter que eles deveriam voltar ao Tennessee para realizar um transplante de medula óssea compatível com suas necessidades, já que Carter não compatível e sua mãe já é falecida.
No caminho para o Tennessee, o carro dos irmãos quebra e eles param em um restaurante local. Ellis posteriormente conhece Krystal, uma garçonete que aparentemente não está satisfeita com seu trabalho. Eles ficam sabendo que Krystal pediu demissão de seu trabalho e levando em consideração que os garotos não possuíam um lugar para dormir, Krystal os leva para sua casa onde seu marido, Frank, um xerife abusivo, fica nervoso com a ideia de tê-los em sua casa. Durante a manhã, Krystal percebe que não tem a vida que sempre sonhou, sendo que ela sempre quis ser uma cantora-compositora. Então ela decide deixar Frank durante a manhã com o intuito de que ele não a controle mais, embarcando na aventura de carro pelo Tennessee com Ellis e Carter. 
Junto com os garotos, eles foram para um bar e dançaram por alguns momentos até Carter fazer um escândalo deixando krystal nervosa.Frank decide procurar por Krystal usando o número da placa de seu carro porém Krystal troca por outro. Independente disso, Frank ainda conseguiu encontra-los no caminho. Ainda assim, Krystal despista Frank embarcando em um trem em direção ao Tennesse com os garotos.
Desembarcando no Tennesse, Carter, Ellis e Krystal ficam sem dinheiro. Krystal então decide penhorar seu violão mas  Carter a impede depois de descobrir um concurso de canto em um bar e insiste para que ela participe. Frank, que consegue chegar ao Tennessee horas mais tarde, encontra uma garota sendo brutalmente agredida por seu namorado, percebendo a partir disso ele compreende sua situação com Krystal. Frank segue para um bar onde o concurso de canto está acontecendo e encontra Krystal performando, ele não a persegue, pelo contrário, deixa ela livre. Após vencer o concurso, Krystal compartilha o dinheiro do prêmio e segue caminhos diferentes dos irmãos. 
Durante a viagem de ônibus, Carter percebe que desmaiou e decide levá-lo à pressa para o hospital. Ellis ao acordar pede que Carter tire uma foto de uma montanha perto de uma escola, da qual a ex-namorada de Carter trabalha atualmente como professora. Com medo de falar com ela, ele decide voltar ao hospital. Carter dirige até sua antiga casa e descobre que seu pai não está lá. Uma velha senhora da vizinhança pergunta se ele é filho de Roy e diz a que que há uma entrega para ele. Descobre que seu pai faleceu muitos anos antes e que a carta foi enviada por Ellis dizendo que Ellis sempre soube sobre a morte do pai e decidiu iniciar essa viagem para o Tennessee para que Carter enfrentasse seus medos existentes desde que decidiram fugir de casa. Ele também diz na carta que a foto foi apenas um pretexto para que ele encontrasse Laurel, sua ex-namorada, e pede para que ele dê uma chance de falar com ela.
É presumido que Ellis faleceu logo após a descoberta de Carter, após isso, ele e Krystal decidem jogar as cinzas de Ellis no topo da montanha. Krystal decide voltar para sua cidade e Carter diz que estará aguardando sua estreia como cantora. Carter decide ir até a escola e encontra Laurel. Ele decide ir falar com ela e assim o filme acaba.

## Elenco
- Adam Rothemberg — Carter
- Ethan Peck — Ellis
- Mariah Carey — Krystal
- Lance Reddick — Frank
- Ryan Lynn — Carter - aos 18 anos
- Michele Harris — Karen
- Bill Sage — Roy
- Melissa Benoist — Laurel - aos 18 anos [4]

## Música
Mariah carey interpreta a música "Right to Dream" escrita por ela e Willie Nelson que foi pre-indicada ao Oscar 2009 como melhor trilha sonora original.
Em 2010, a versão de Mariah da canção "Help Me Make it Through The Night" conhecida na voz de Elvis Presley,  vazou na internet, a canção seria parte da trilha sonora do filme.

## Lançamento e Recepção
O lançamento do filme aconteceu no Festival de Cinema de Tribecano dia 26 de Abril de 2008. O filme teve sua estreia nos cinemas em 5 de junho de 2009.

### Bilheteria
Reproduzido em lançamento limitado, arrecadou o valor de  $9,438 milhões de dólares sendo lançado em 15 cinemas pelos Estados Unidos em sua primeira semana. No dia 24 de Junho totalizando uma arrecadação de $16,100.

### Críticas
As críticas em resposta ao filme foram geralmente mistas, com o cálculo do Metacritic a porcentagem de aprovação do filme de 42% baseado em 8 críticas. Baseado nas 21 críticas do site Rotten Tomatoes, houve uma porcentagem de 33% com a pontuação de 4.5/10. O The Hollywood Reporter disse que houve uma falta de ritmo no filme até a sua conclusão final poderosa. A maior parte dos críticos parabenizaram Mariah por sua atuação, descrevendo como uma atuação "emocionante" e "eficaz". A música por trás do filme, especialmente a música composta por Mariah "Right To Dream" também recebeu notoriedade e aclamação, sendo considerada por críticas notáveis, sendo pré-indicada ao Óscar.

### DVD
O DVD, inicialmente estava programado para ser lançado no dia primeiro de Setembro de 2009, sendo prorrogado para o dia 26 de Janeiro de 2010 de acordo com o site oficial do filme.